# Institut fédéral du Pará
L'Institut fédéral d'éducation, de science et de technologie du Pará, plus connu sous le nom d'Institut fédéral du Pará (IFPA), est une institution publique fédérale brésilienne basée à Belém, dans l'État du Pará, qui constitue le Réseau fédéral des professionnels, Enseignement Scientifique et Technologique.

## Description
Correspondant à une université fédérale, c'est une institution multicampus, spécialisée dans l'offre d'enseignement de base, professionnel et supérieur, qui se fonde sur la combinaison de connaissances techniques et technologiques et ses pratiques pédagogiques. Ses nombreux campus sont situés à Belém (siège social), Abaetetuba, Altamira, Ananindeua, Bragança, Breves, Cametá, Castanhal, Conceição do Araguaia, Itaituba, Marabá (industriel et rural), Óbidos, Paragominas, Parauapebas, Santarém, Tucuruí et Vigia.
Il a été officiellement créé par la loi fédérale qui réglemente le Réseau fédéral de l'enseignement professionnel, scientifique et technologique, lié au ministère de l'Éducation dans son article 5, point XX, "par l'intégration du Centre fédéral de l'enseignement technologique du Pará et les Écoles agrotechniques fédérales de Castanhal et Marabá".  

### Démembrement
L'IFPA a été démembré pour former un nouvel institut fédéral à l'intérieur de l'État du Pará. Cette proposition, rédigée par la députée de l'époque, Bernadete Ten Caten, prévoit l'intégration des campus dans l'Université fédérale du sud et du sud-est du Pará, dont le siège et la juridiction sont à Marabá. La proposition a été approuvée par le ministère de l'Éducation en 2012.